# Beggars Banquet Records
Beggars Banquet – brytyjska, niezależna wytwórnia powstała w 1977 roku, której założycielem i prezesem był Martin Mills (ur. 12 maja 1949 r.). Początkowo tj. w 1974 r., Beggars Banquet działała na zasadzie sklepów muzycznych w Earl’s Court i Londynie, dopiero po wydaniu w 1977 roku dwóch singli: Shadow / Love Story i Freak Show / Mass Media Believer punkowego zespołu The Lurkers – Beggars Banquet oficjalnie stała się wytwórnią płytową. W tamtym czasie wytwórnia rozpoczęła od wydawnictw z obszaru indie rock oraz takich nurtów muzycznych jak: punk rock, rock gotycki goth rock, synth-pop, folk-rock.

## Struktura
Beggars Banquet Records jest jednym z brandów dużej firmy fonograficznej Beggars Group. Inne marki tego wydawnictwa, które należą do niego w całości lub częściowo to: 4AD, Situation Two, Rough Trade Records, Mantra Recordings, Matador Records, Mo Wax, Too Pure, Playlouder, Wiiija Records, Young Turks i XL Recordings. Grupa Beggars ma 4 oddziały na świecie, w Stanach Zjednoczonych, Kanadzie, Niemczech i Chinach.

## Artyści
Wykonawcy muzyczni, którym Beggars Banquet wydało różnego rodzaju wydawnictwa płytowe to m.in. Ramones, Gary Numan, The Cult, Soutern Death Cult, Fields Of The Nephilim, Bauhaus, Peter Murphy, Dead Can Dance, Modern English, The Charlatans, Super Furry Animals, Mercury Rev, The Bolshoi, The Fall, Biffy Clyro, Lupine Howl, Dream City Film Club, Buffalo Tom, The Go-Betweens, The National i Tindersticks.